# فيكتوريا تاننت
فيكتوريا تاننت (بالإنجليزية: Victoria Tennant)‏ (و. 1950 – م) هي ممثلة من المملكة المتحدة . ولدت في لندن.

## التعليم
تعلمت في المدرسة المركزية للخطابة والدراما ‏

## روابط خارجية
- فيكتوريا تاننت على موقع IMDb (الإنجليزية)
- فيكتوريا تاننت على موقع ألو سيني (الفرنسية)
- فيكتوريا تاننت على موقع أول موفي (الإنجليزية)
- فيكتوريا تاننت على موقع قاعدة بيانات برودواي على الإنترنت (الإنجليزية)
- فيكتوريا تاننت على موقع قاعدة بيانات الأفلام السويدية (السويدية)
- فيكتوريا تاننت على موقع إن إن دي بي (الإنجليزية)
- فيكتوريا تاننت على موقع قاعدة بيانات الفيلم (الإنجليزية)
- فيكتوريا تاننت على موقع كينوبويسك (الروسية)